# Raškov
Raškov (německy Nikles) je část obce Bohdíkov v okrese Šumperk.
Vesnice leží v dvou katastrálních územích – Raškov Dvůr a Raškov Ves.

## Název
České jméno Raškov (poprvé doloženo 1447) bylo odvozeno od osobního jména Rašek a znamenalo „Raškův majetek“. Německé jméno je poprvé doloženo z roku 1351 v podobě Nicols, tedy „Nikolův/Nikolova“ (majetek, ves apod.), od 17. století v podobě Nikles. Německé jméno bylo dáno nezávisle na českém.

## Historie
První zmínka o obci pochází z roku 1351. Do roku 1918 byla většina obyvatel německé národnosti, po vysídlení původního německého obyvatelstva se národnostní složení změnilo. V roce 1960 byla obec připojena k Bohdíkovu.

### Vývoj počtu obyvatel
Údaje pocházejí z Vlastivědy šumperského okresu:
- 1834 – 635 obyvatel v 85 domech
- 1900 – 903 obyvatel ve 129 domech
- 1930 – 780 obyvatel (z toho jen 110 Čechů)
- 1950 – 542 obyvatel ve 148 domech
- 1991 – 446 obyvatel ve 121 domech

| Rok            | 1869 | 1880 | 1890 | 1900 | 1910 | 1921 | 1930 | 1950 | 1961 | 1970 | 1980 | 1991 | 2001 | 2011 | 2021 |
| -------------- | ---- | ---- | ---- | ---- | ---- | ---- | ---- | ---- | ---- | ---- | ---- | ---- | ---- | ---- | ---- |
| Počet obyvatel | 754  | 822  | 832  | 903  | 818  | 728  | 780  | 542  | 571  | 527  | 507  | 446  | 456  | 449  | 420  |

## Kulturní památky

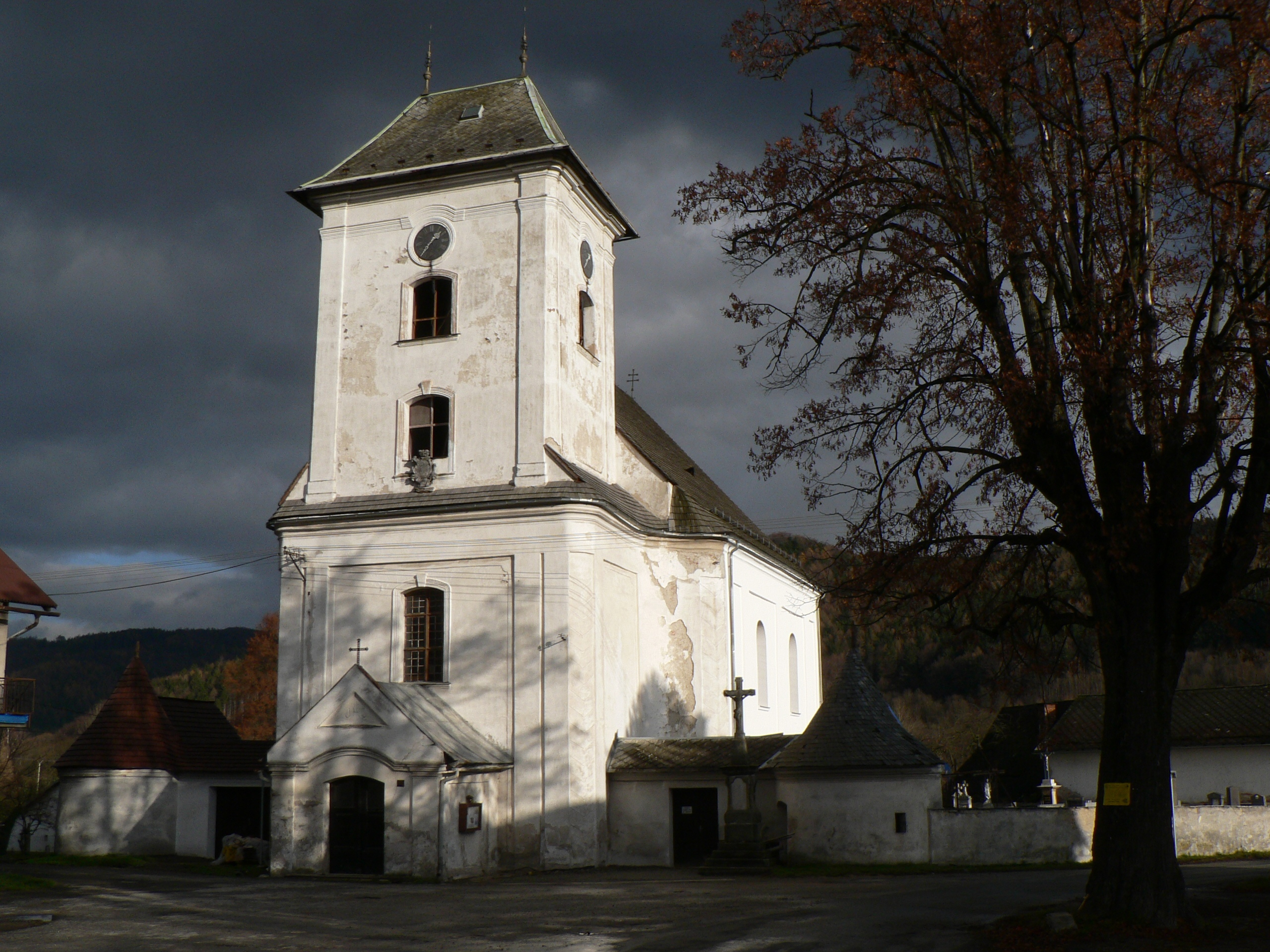
Kostel sv. Jana Křtitele

V katastru obce jsou evidovány tyto kulturní památky:
- kostel sv. Jana Křtitele – jednolodní barokní kostel z roku 1711, upravený v letech 1722–1735; součástí areálu je dále:
  - ohradní zeď s nízkými válcovitými věžemi po stranách vchodu